# Розпад частинок
Розпад частинок — це спонтанний процес перетворення однієї нестабільної субатомної частинки в кілька інших частинок. Частинки, утворені в цьому процесі (кінцевий стан), повинні бути менш масивними, ніж вихідні, хоча загальна інваріантна маса системи повинна зберігатися. Частинка є нестійкою, якщо існує хоча б один дозволений законами збереження кінцевий стан, в який вона може розпастись. Нестабільні частинки часто можуть мати кілька способів (каналів) розпаду, кожен із яких має свою пов'язану ймовірність. Оскільки розпад частинки є сугубо квантово-механічним процесом, неможливо передбачити, на який саме канал розпадеться конкретна частинка, — можна лише обчислити імовірність кожного каналу та виміряти цю імовірність шляхом вивчення великої кількості розпаді однакових частинок. Імовірність певного каналу розпаду називається «бренчинг», від англ. branching fraction (BF) або branching ratio (BR), — дослівним перекладом є частка (коефіцієнт) розгалудження. В україномовній літературі також зустрічається термін «парціальна ширина розпаду», який має схоже, але не ідентичне значення.
Розпад опосередковується однією або кількома фундаментальними взаємодіями (за винятком гравітаційної, приклади розпадів з участю якої наразі невідомі). Частинки в кінцевому стані самі можуть бути нестійкими і піддаватися подальшому розпаду, такі процеси носять назву каскадних розпадів.
Розпад частинок, як правило, відрізняють від радіоактивного розпаду, коли нестабільне атомне ядро перетворюється на легше ядро, що супроводжується випромінюванням частинок або електромагнітного випромінювання, хоча ці два процеси концептуально схожі і часто описуються за допомогою однієї і тієї ж термінології.

## Імовірність виживання та час життя частинок
Розпад частинок є Пуассонівським процесом, і, отже, ймовірність того, що частинка виживає протягом часу t, задається експоненційним розподілом, параметр якого залежить від швидкості частинки:
{\displaystyle P(t)=e^{-t/(\gamma \tau )}\,}
де
{\displaystyle \tau } — середній час життя частинки (коли вона перебуває в стані спокою), і
{\displaystyle \gamma ={\frac {1}{\sqrt {1-v^{2}/c^{2}}}}} — фактор Лоренца цієї частинки.
Середній час життя частинки в стані спокою (або просто «час життя») необхідно відрізняти від періоду напіврозпаду, {\displaystyle T_{1/2}}, який задається рівнянням {\displaystyle P(t)=2^{-t/T_{1/2}}}. Поняття періоду напіврозпаду частіше зустрічається в ядерній фізиці, в той час як фізика елементарних частинок послуговується поняттям часу життя частинок.
Час життя частинки залежить від типу взаємодії, з допомогою якої проходить її основний канал розпаду, а також від її маси. Для частинок, що розпадаються під дією сильної взаємодії, типовий час життя є порядка {\displaystyle 10^{-23}...10^{-21}} секунди. Якщо сильний розпад є забороненим (або пригніченим) законами збереження, частинка розпадатиметься під дією електромагнітної взаємодії та матиме типовий час життя порядка {\displaystyle 10^{-20}...10^{-14}} секунди. Нарешті, якщо електромагнітний розпад також є забороненим, єдиним можливим варіантом залишається розпад під дією слабкої взаємодії. В такому випадку, типовий час життя є {\displaystyle 10^{-13}...10^{-8}} секунди, хоча для вільного нейтрона час життя досягає аж 880 секунд. Нейтрон є прикладом того, як різниця мас початкової та кінцевих частинок впливає на ймовірність розпаду: єдиним дозволеним процесом розпаду нейтрона є розпад на протон, електрон та антинейтрино, сумарна маса яких лише трохи відрізняється від маси нейтрона, що пригнічує ймовірність розпаду і робить нейтрон довгоживучим.

### Таблиця часу життя вибраних елементарних та складених частинок
Дані про час життя всіх відомих частинок підсумовуються міжнародною колаборацією Particle Data Group.
| Тип                   | Назва                  | Символ                                                        | Маса (МеВ) | Середній час життя                                       |
| --------------------- | ---------------------- | ------------------------------------------------------------- | ---------- | -------------------------------------------------------- |
| Лептон                | Електрон / Позитрон[4] | {\displaystyle \mathrm {e} ^{-}\,/\,\mathrm {e} ^{+}}         | 0000.511   | {\displaystyle >6.6\times 10^{28}\,} років (стабільний?) |
| Лептон                | Мюон / Антимюон        | {\displaystyle \mathrm {\mu } ^{-}\,/\,\mathrm {\mu } ^{+}}   | 00105.700  | {\displaystyle 2.2\times 10^{-6}\,} секунд               |
| Лептон                | Тау лептон / Антитау   | {\displaystyle \mathrm {\tau } ^{-}\,/\,\mathrm {\tau } ^{+}} | 01777.000  | {\displaystyle 2.9\times 10^{-13}\,} секунд              |
| Мезон                 | Нейтральний піон       | {\displaystyle \mathrm {\pi } ^{0}\,}                         | 00135.000  | {\displaystyle 8.4\times 10^{-17}\,} секунд              |
| Мезон                 | Заряджений піон        | {\displaystyle \mathrm {\pi } ^{+}\,/\,\mathrm {\pi } ^{-}}   | 00139.600  | {\displaystyle 2.6\times 10^{-8}\,} секунд               |
| Баріон                | Протон / Антипротон[5] | {\displaystyle \mathrm {p} ^{+}\,/\,\mathrm {p} ^{-}}         | 00938.200  | {\displaystyle >10^{34}\,} років (стабільний?)           |
| Баріон                | Нейтрон / Антинейтрон  | {\displaystyle \mathrm {n} \,/\,\mathrm {\bar {n}} }          | 00939.600  | {\displaystyle 885.7\,} секунд                           |
| Фундаментальний бозон | W-бозон                | {\displaystyle \mathrm {W} ^{+}\,/\,\mathrm {W} ^{-}}         | 80400.000  | {\displaystyle 10^{-25}\,} секунд                        |
| Фундаментальний бозон | Z-бозон                | {\displaystyle \mathrm {Z} ^{0}\,}                            | 91000.000  | {\displaystyle 10^{-25}\,} секунд                        |

## Ширина розпаду
У цьому розділі використовуються натуральні одиниці, де {\displaystyle c=\hbar =1.\,}
Час життя частинки є оберненим від її ширини розпаду, {\displaystyle \Gamma }, — ймовірності розпаду на одиниці часу. Для частинки маси M та чотири-імпульсу P, що розпадається на частинки з імпульсами {\displaystyle p_{i}}, диференціальна ширина розпаду задається загальною формулою, яка має назву Золоте правило Фермі:
{\displaystyle d\Gamma _{n}={\frac {S\left|{\mathcal {M}}\right|^{2}}{2M}}d\Phi _{n}(P;p_{1},p_{2},\dots ,p_{n})\,}
де
n — кількість частинок, утворених у розпаді,
S — комбінаторний фактор для врахування нерозрізнéнних кінцевих станів, тобто кінцевих станів з участю кількох ідентичних частинок (див. нижче),
{\displaystyle {\mathcal {M}}\,}– інваріантний матричний елемент або ж амплітуда, що з'єднує початковий стан із кінцевим (зазвичай розраховується за допомогою діаграм Фейнмана),
{\displaystyle d\Phi _{n}\,}– елемент фазового простору,
{\displaystyle p_{i}\,}– чотири-імпульс частинки i .
Коефіцієнт S задається формулою
{\displaystyle S=\prod _{j=1}^{m}{\frac {1}{k_{j}!}}\,}
де
m — кількість наборів нерозрізненних частинок у кінцевому стані,
{\displaystyle k_{j}\,}– кількість частинок кожного типу j, так що {\displaystyle \sum _{j=1}^{m}k_{j}=n\,} .
Фазовий простір можна визначити як
{\displaystyle d\Phi _{n}(P;p_{1},p_{2},\dots ,p_{n})=(2\pi )^{4}\delta ^{4}\left(P-\sum _{i=1}^{n}p_{i}\right)\prod _{i=1}^{n}{\frac {d^{3}{\vec {p}}_{i}}{2(2\pi )^{3}E_{i}}}}
де
{\displaystyle \delta ^{4}\,}– чотиривимірна дельта-функція Дірака ,
{\displaystyle {\vec {p}}_{i}\,}– (три-)імпульс частинки i,
{\displaystyle E_{i}\,}– енергія частинки i .
Інтегруючи за фазовим простором, можна отримати парціальну ширину розпаду у вказаний кінцевий стан.
Якщо частинка має кілька каналів розпаду з різними кінцевими станами, її повна швидкість розпаду отримується шляхом підсумовування парціальних ширин розпаду для всіх каналів. Бренчинг певного каналу задається парціальною шириною розпаду в цей канал, поділеною на повну ширину розпаду.

## Розпад на дві частинки
У цьому розділі використовуються натуральні одиниці, де {\displaystyle c=\hbar =1.\,}

### Ширина розпаду
Нехай почтакова частинка маси М розпадається на дві частинки, позначені 1 і 2. У системі центру мас початкової частинки,
{\displaystyle |{\vec {p}}_{1}|=|{\vec {p}}_{2}|={\frac {[(M^{2}-(m_{1}+m_{2})^{2})(M^{2}-(m_{1}-m_{2})^{2})]^{1/2}}{2M}},\,}
що є наслідком збереження 4-імпульсу при розпаді, тобто
{\displaystyle (M,{\vec {0}})=(E_{1},{\vec {p}}_{1})+(E_{2},{\vec {p}}_{2}).\,}
Крім того, у сферичних координатах,
{\displaystyle d^{3}{\vec {p}}=|{\vec {p}}\,|^{2}\,d|{\vec {p}}\,|\,d\phi \,d\left(\cos \theta \right).\,}
Після використання дельта-функції для обчислення інтегралів за {\displaystyle d^{3}{\vec {p}}_{2}} і {\displaystyle d|{\vec {p}}_{1}|\,}у фазовому просторі для кінцевого стану двох тіл, виявляється, що ширина розпаду в системі центру мас початкової частинки становить
{\displaystyle d\Gamma ={\frac {\left|{\mathcal {M}}\right|^{2}}{32\pi ^{2}}}{\frac {|{\vec {p}}_{1}|}{M^{2}}}\,d\phi _{1}\,d\left(\cos \theta _{1}\right).\,}

### Інші системи відліку
Кут випромінюваної частинки в лабораторній системі пов'язаний з кутом, випромінення у системі центру мас за допомогою рівняння
{\displaystyle \tan {\theta '}={\frac {\sin {\theta }}{\gamma \left(\beta /\beta '+\cos {\theta }\right)}}}

## Комплексна маса і швидкість розпаду
У цьому розділі використовуються натуральні одиниці, де {\displaystyle c=\hbar =1.\,}
Маса нестійкої частинки формально є комплексним числом, причому дійсна його частина — це її маса в звичайному розумінні, а уявна частина — швидкість її розпаду в природних одиницях. Коли уявна частина достатньо велика порівняно з дійсною частиною, використовується поняття резонансу.
В квантовій теорії поля частинка маси M (дійсне число) може обмінюватися між двома іншими частинками, навіть якщо для її утворення недостатньо енергії. Умовою цього є те, що час для переміщення між цими іншими частинками достатньо короткий, порядку 1/М, за принципом невизначеності (див. поняття віртуальної частинки). Для частинки маси {\displaystyle \scriptstyle M+i\Gamma }, частинка може рухатися за час 1/М, але розпадається через час порядку {\displaystyle \scriptstyle 1/\Gamma } . Якщо ж {\displaystyle \scriptstyle \Gamma >M}, то частинка зазвичай розпадається до того, як закінчить свій шлях.

## Класифікація розпадів
Окрім класифікації розпадів за типом фундаментальної взаємодії, що їх породжує, існує також класифікація за типом частинок у кінцевому стані. Розрізняють
- Повністю адронний розпад – якщо в кінцевому стані є лише адрони, наприклад, {\displaystyle B^{0}\to K^{+}K^{-}\pi ^{0}};
- Повністю лептонний розпад – якщо в кінцевому стані є лише лептони, наприклад, {\displaystyle \Upsilon (1S)\to \mu ^{+}\mu ^{-}};
- Напівлептонний розпад – якщо в кінцевому стані є і адрони, і лептони, наприклад, {\displaystyle B_{s}^{0}\to K^{-}\mu ^{+}\nu _{\mu }} або {\displaystyle B^{+}\to K^{+}\mu ^{+}\mu ^{-}};
- Радіаційний розпад – якщо в кінцевому стані є принаймні один фотон, наприклад, {\displaystyle B_{s}^{0}\to \phi \gamma },

тощо.
При цьому, залежно від специфіки експерименту, ці поняття можуть мати дещо видозмінене значення. Наприклад, термін "напівлептонний розпад" часто використовується як узагальнення для розпадів з участю адронів та пари заряджений лептон-нейтрино, щоб підкреслити експериментальну специфіку їх вивчення – хоча напівлептонні розпади можуть проходити і без участі нейтрино. 
Розпади з бренчингом нижчим за {\displaystyle 10^{-4}} часто називають "рідкісними розпадами". Вони є важливими для пошуку фізики за межами Стандартної моделі.